# Kloster Johannes der Täufer (Moskau)

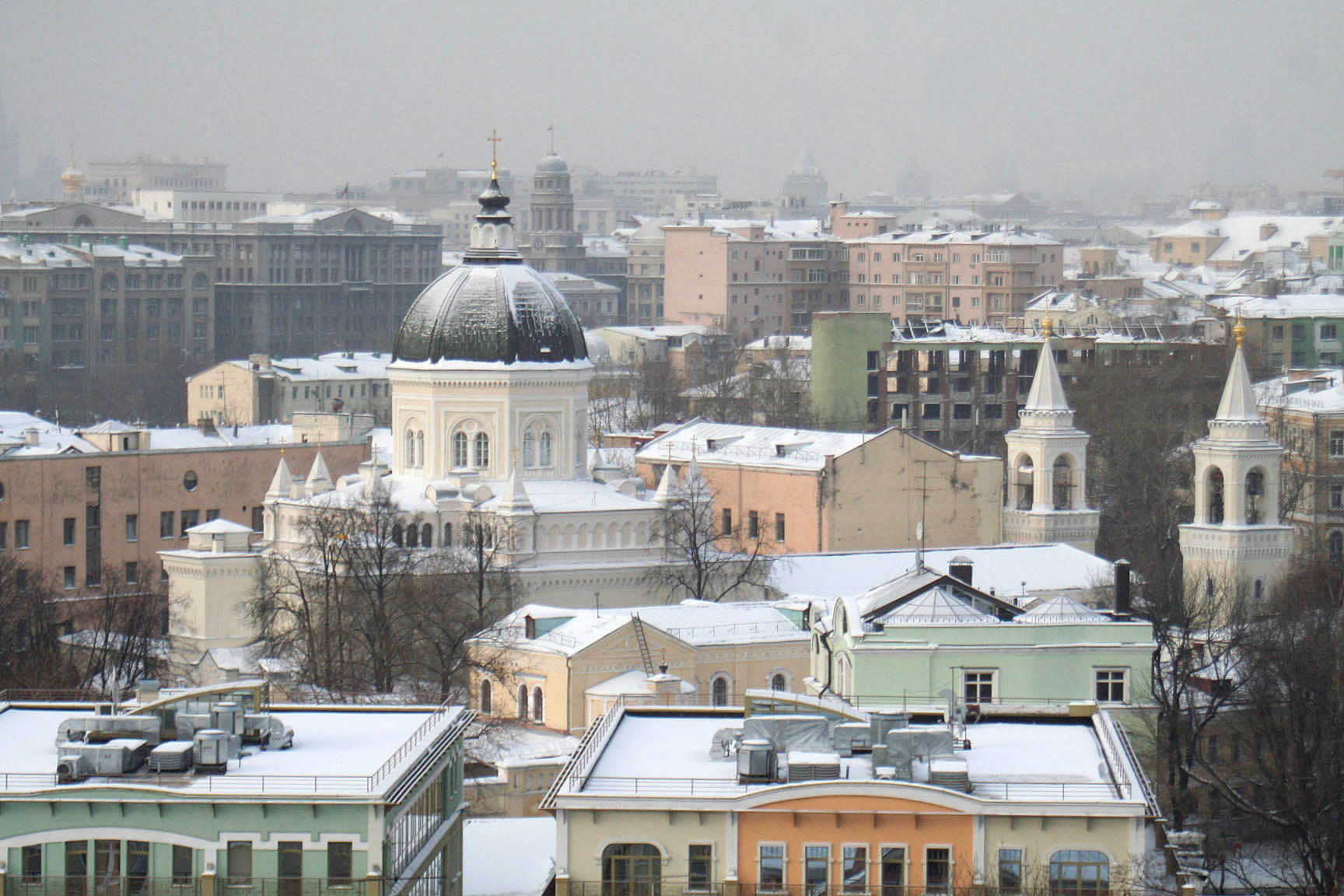
Kloster Johannes der Täufer

Das Johannes-der-Täufer-Kloster oder Iwanowski-Konvent (russisch Иоанно-Предтеченский Ивановский женский ставропигиальный монастырь (Ioanno-Predtetschenski Iwanowski schenski stawropigijalny monastyr), wörtlich stauropegiales Frauenkloster von Johannes dem Täufer, Iwanowski) in Moskau ist ein großes russisch-orthodoxes Frauenkloster. Es ist das Hauptheiligtum Johannes des Täufers in Moskau.

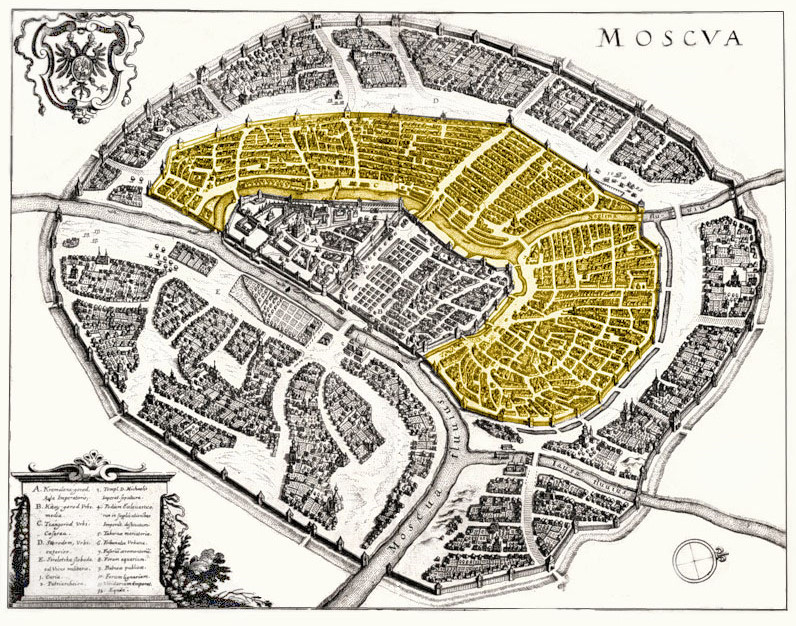
Bely Gorod

Es liegt im Zentrum Moskaus, innerhalb des Boulevardrings, in der Nähe der Metrostation Kitai-Gorod, am nördlichen Ufer der Moskwa und im östlichen Teil des historischen Stadtteils von Bely Gorod auf dem Hügel Iwanowskaja Gorka.

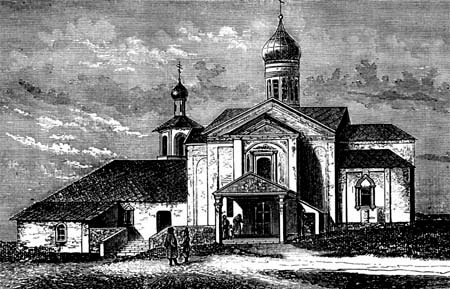
Alte Kathedrale der Enthauptung Johannes des Täufers: im linken Anbau war Darja Saltykowa 1779–1801 in Haft

## 16. und 17. Jahrhundert
Die erste Stiftskirche der Enthauptung Johannes des Täufers wurde 1585 gebaut. Das Kloster wurde in der zweiten Hälfte des 16. Jahrhunderts vermutlich unter Iwan IV. errichtet, dessen Namenstag man am 29. August feierte, dem Tag der Enthauptung Johannes des Täufers. Es wird 1604 erstmals erwähnt und diente als Verbannungsort für königliche und adelige Frauen. 1610 wurde die Frau des Zaren Wassili Schuiski, Maria Petrowna, und 1620 die zweite Frau des älteren Sohnes von Iwan dem Schrecklichen, Pelageja, ins Kloster verbannt und hier zu Nonnen geweiht. Eine der bekannten Nonnen war Dosiphea, die angebliche Fürstin Tarakanowa.

## 18. und 19. Jahrhundert
In den 1730er Jahren gab es Gerüchte, dass viele Nonnen an Ritualen der Chlysten teilnahmen. Ihre Äbtissin wurde schuldig gesprochen und zum Tod verurteilt.
Nach den Bränden von 1737 und 1748 wurde das Kloster auf Kosten des Zarenstaatsschatzes wiederaufgebaut und 1761 von der der Zarin Elisabeth I. renoviert, die im Kloster ein Waisen- und Witwenhaus der „vornehmen und verdienstvollen Menschen“ errichten ließ.
Das Kloster wurde wegen seiner geistlichen Vorkämpferinnen berühmt und wurde auch für Besserungsziele gebraucht. In seinen Kellern und Mönchszellen befanden sich Verbrecherinnen wie die Serienmörderin Darja Nikolajewna Saltykowa und hartnäckige Raskolniki. Beim Brand von Moskau im September 1812 während der Besetzung durch Napoleons Truppen wurde das Kloster eingeäschert und das Nonnenkloster aufgehoben.
Von 1861 bis 1878 wurde eine neue Klosteranlage nach den Plänen des Architekten Mikhail Bykovsky (1801–1885) gebaut. Im russisch-osmanischen Krieg befand sich hier das einzige Lazarett für die Verwundeten in Moskau.

## Sowjetische Periode bis heute
Nach der Russischen Revolution wurde das Nonnenkloster 1918 durch die sowjetischen Behörden aufgrund Lenins Befehl vom 9. August 1918 geschlossen und zum Hoheitsgebiet der Tscheka. Anfang 1919 wurde in der Kirche und im Kloster das zweite – nach dem Nowospasski-Kloster – Konzentrationslager (KZ) (russisch концентрационный лагерь) errichtet. Die Kirche wurde zur Befehlszentrale der Tscheka. Das KZ Iwanowo war eines von zwölf KZ in Moskau und wurde später in ein Sonderlager verwandelt. 1923 zum Lager der Zwangsarbeit umbenannt, wurde es 1927 zur experimentellen Strafvollzugsabteilung des Staatlichen Instituts für das Studium der Kriminalität und der Verbrecher.
Später wurde in der Kirche das Zentrale Staatsarchiv des Oblast Moskau eingerichtet. In den Klostergebäuden wurden die Fernhochschule für Jurisprudenz des Ministeriums für innere Angelegenheiten der UdSSR (NKWD), das Laboratorium für Feldkriminalistik (Abthaus nordwestlich der Kathedrale) und im Krankenhausgebäude neben der Kirche der Heiligen Jelisaweta ein Büro von Mosenergo untergebracht. Von 1970 bis in die 1980er Jahre wurde die Klosteranlage restauriert.
1992 wurde das Kloster der Russischen Orthodoxen Kirche zurückgegeben. Das Frauenkloster wurde 2002 wieder eröffnet.

## Klosteranlage und Gebäudeensemble

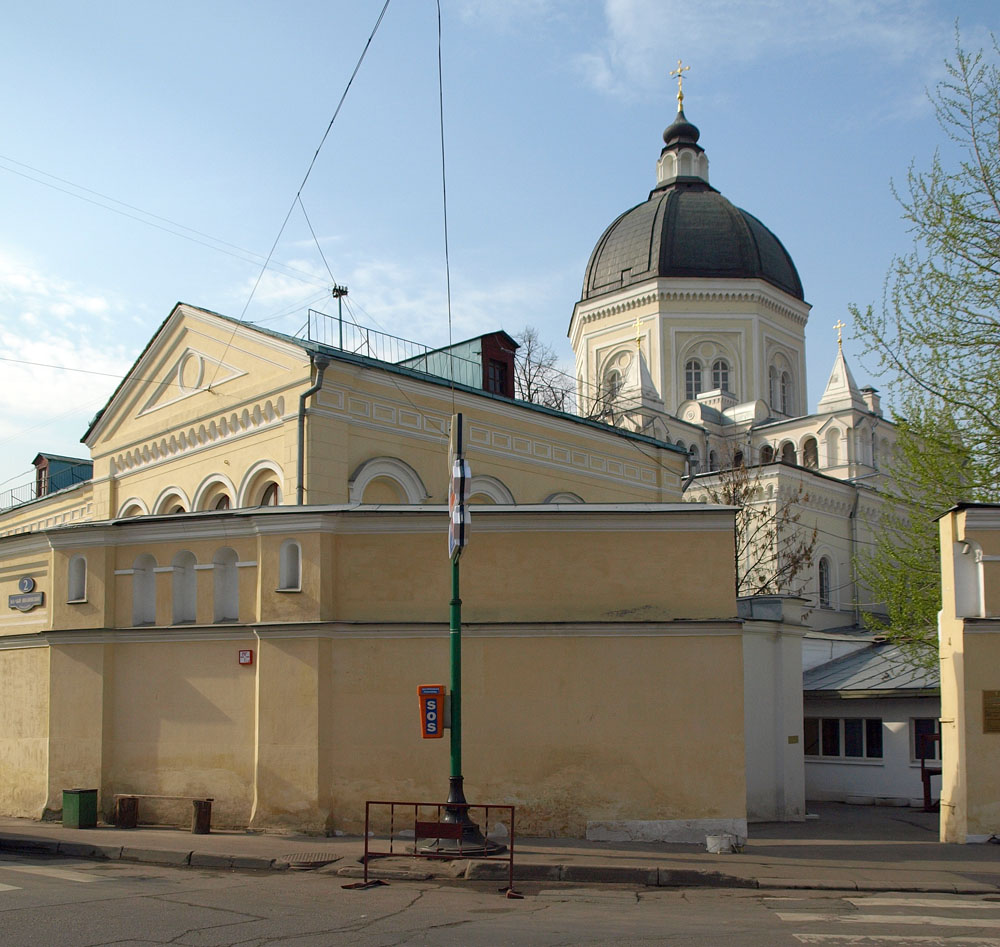
Neue Kathedrale der Enthauptung Johannes des Täufers von Michail Bykowski

Die neue gewölbte Hauptkirche (Katholikon) „Kathedrale des Gedenktags der Enthauptung Johannes des Täufers“ von 1879 im Stil der Neo-Renaissance – nach dem Vorbild Filippo Brunelleschis – ist durch überdeckte Durchgänge mit den umliegenden Gebäuden verbunden. Die Klosteranlage ist in vier Sektoren eingeteilt.
Östlich der Kathedrale liegen die Zellen des Klostervorstehers und das Krankenhausgebäude mit der Hauskirche der Heiligen Jelisaweta. 1992 wurde die Kapelle Johannes des Täufers aus dem Ende des 19. Jahrhunderts wieder aufgebaut.
Die westlichen Zellen stammen aus den Jahren 1760 bis 1830, die östlichen und die nördlichen aus den 1860er Jahren, die Mauern mit Türmen aus den 1860er Jahren. Fast alle Gebäude des Klosters sind erhalten geblieben, in den 1930er bis 1960er Jahren wurden einige umgebaut.
Auf dem Friedhof des Klosters wurden Vertreter berühmter Moskauer Familien wie die Volkonski, Wolyn, Obolenski, Ordin-Nastschökin, Schachowskaja, Schtscherbatowa begraben.